# Centro de Arte Pepe Espaliú (Córdoba)
El Centro de Arte Pepe Espaliú es un centro de arte de Córdoba (España) que alberga, entre otras obras, una exposición permanente de 43 obras del artista Pepe Espaliú. El centro se ubica en una antigua casa-patio del siglo XVIII que, restaurada a lo largo del año 2009-2010, fue inaugurada el 28 de octubre de 2010.

## Descripción
La colección permanente del centro de arte incluye obras compradas por el Ayuntamiento de Córdoba y por la empresa municipal Vimcorsa, así como una donada por el colectivo pro-enfermos de SIDA Convhida.
El centro de Arte Pepe Espaliú fue promovido, entre otros, por el padre del artista el cual donó gran parte del archivo personal de su hijo y la venta por 240.000€ de 32 obras (12 pinturas, 9 dibujos y 11 esculturas realizadas entre los años 1986 y 1993) realizadas por el autor.